# نيك ألبيرتسون
نيك ألبيرتسون (بالإنجليزية: Nick Albertson)‏ هو مصور أمريكي، ولد في 1983 في بوسطن في الولايات المتحدة.